# Gabriele Hinzmannová
Gabriele Hinzmannová, rozená Trepscheková (* 31. května 1947, Schwerin) je bývalá východoněmecká atletka, která se věnovala hodu diskem.

## Kariéra
V roce 1964 získala ve Varšavě stříbrnou medaili na prvním ročníku evropských juniorských her (předchůdce ME juniorů v atletice) . Na evropském šampionátu v Athénách 1969 obsadila výkonem 52,32 m sedmé místo. O tři roky později reprezentovala na letních olympijských hrách v Mnichově, kde skončila šestá (61,72 m). V roce 1974 získala bronzovou medaili na mistrovství Evropy v Římě, její nejdelší pokus měřil 62,50 m . Největší úspěch své kariéry zaznamenala na letních olympijských hrách v Montrealu 1976. Ve finále hodila disk do vzdálenosti 66,84 m a vybojovala bronzovou medaili. Zlato získala další východoněmecká diskařka Evelin Jahlová a stříbro Bulharka Maria Vergovová.